# Präludium und Fuge Cis-Dur BWV 848 (Das Wohltemperierte Klavier, I. Teil)
Präludium und Fuge Cis-Dur, BWV 848, bilden ein Werkpaar im 1. Teil des Wohltemperierten Klaviers, einer Sammlung von Präludien und Fugen für Tasteninstrumente von Johann Sebastian Bach.

## Präludium
Die Gemeinsamkeit zwischen dem Präludium und der folgenden Fuge in Cis-Dur besteht vor allem im fröhlichen, pastoralen Charakter. Eine Frühfassung des Präludiums ist in der Mempell-Preller-Handschrift (in C-Dur) erhalten. Die Ausgabe von 1862/63 des Klaviervirtuosen und Musikpädagogen Franz Kroll (1820–1877) enthält eine Umschrift in Des-Dur. Ob die Wahl der Tonart Cis-Dur auf ein „aufgehelltes“ C-Dur oder ein „eingedunkeltes“ D-Dur hinweist, kann nicht eindeutig beantwortet werden – das Präludium ist weder in C-Dur noch in D-Dur leichter zu spielen. Auffällig sind die beiden je elftaktigen Orgelpunkte ab Takt 63 bzw. 87, beide auf Gis.
Eine weitere Frühfassung, diesmal in Cis-Dur, ist im Clavier-Büchlein für Wilhelm Friedemann Bach überliefert, die dann in der Endfassung mit 104 Takten bedeutend erweitert wurde.

## Fuge
Das Thema der dreistimmigen Fuge fällt durch seinen ungewöhnlich großen Tonumfang einer Dezime sowie durch die immanente Zweistimmigkeit auf, wobei der Einsatz der zweiten, unteren Stimme im auftaktigen cis2 am Ende des ersten Taktes erfolgt.
Mit dem absteigenden Dreiklang eis2-cis2-gis1 wird der Beginn des Präludiums wieder aufgenommen, so dass sich eine thematische Einheit ergibt. Der Comes erscheint bei seinem ersten Einsatz in Takt 3 in tonaler Beantwortung. Doch im weiteren Verlauf der Fuge werden sämtliche Intervalle unverändert beibehalten, so dass die charakteristische Melodielinie keinerlei Veränderung erfährt. Der Kontrapunkt, der mit dem erstmaligen Auftritt des Comes in Takt 3 kombiniert wird, entwickelt sich zu einem regelgerechten Kontrasubjekt und begleitet das Thema durch das ganze Stück hindurch. Zwischen Takt 35 und 44 wird die Dreistimmigkeit zur Zweistimmigkeit aufgelockert. In Takt 42 erscheint ein Repriseneffekt, indem der Beginn der Fuge fast notengetrau wiederholt wird. Takt 53, zwei Takte vor Schluss, überrascht mit einem wirkungsvollen Trugschluss.
Mit ihren Anklängen an ein fröhliches Hirtenlied erweckt diese Fuge den Eindruck einer unbeschwerten, ländlichen Idylle.